# Thomas Böhm (Theologe)
Thomas Böhm (* 13. August 1964 in Eichstätt) ist ein deutscher römisch-katholischer Theologe.

## Leben
Böhm studierte römisch-katholische Theologie, Geschichte und Philosophie an der Universität Oxford, an der Katholischen Universität Eichstätt-Ingolstadt und an der Ludwig-Maximilians-Universität München. Seit 2004 ist Böhm Professor für Katholische Theologie an der Albert-Ludwigs-Universität Freiburg im Fachbereich Kirchengeschichte. Er ist Unterzeichner des Memorandums „Kirche 2011: Ein notwendiger Aufbruch“.

## Werke (Auswahl)
- Die Christologie des Arius. Dogmengeschichtliche Überlegungen unter besonderer Berücksichtigung der Hellenisierungsfrage. St. Ottilien 1991.
- Theoria – Unendlichkeit – Aufstieg. Philosophische Implikationen zu „De vita Moysis“ von Gregor von Nyssa. Leiden/New York/Köln 1996.
- Altarmenische Kurzgrammatik. Friburg-Göttingen 2004.
- Basilius von Cäsarea, Adversus Enomium I–III, Einleitung. München 2003.

Quelle: